# Залесье (Глусский район)
Залесье (бел. Залессе) — деревня в составе Козловичского сельсовета Глусского района Могилёвской области Республики Беларусь.